# آنوریتا جیها
آنوریتا جیها (به انگلیسی: Anurita Jha) (زاده ۱۷ سپتامبر ۱۹۸۶) بازیگر هندی است.
از کارهای معروف او می‌توان به بازی در فیلم دارودسته‌های واسیپور اشاره کرد.

## فیلم‌شناسی
فهرست برخی از فیلم‌هایی که سانجانا سنگهی در آن‌ها به ایفای نقش پرداخته‌است:
- دارودسته‌های واسیپور- قسمت اول (۲۰۱۲)
- دارودسته‌های واسیپور- قسمت دوم (۲۰۱۲)
- بهارات (۲۰۱۹)
- کلاه ایمنی (۲۰۲۱)